# NGC 2289
NGC 2289 é uma galáxia lenticular (S0) localizada na direcção da constelação de Gemini. Possui uma declinação de +33° 28' 45" e uma ascensão recta de 6 horas, 50 minutos e 53,6 segundos.
A galáxia NGC 2289 foi descoberta em 4 de Fevereiro de 1793 por William Herschel.